# Солодкий корінь колючий
Солодкий корінь колючий, солодка щетиниста (Glycyrrhiza echinata) — вид рослин з родини бобові (Fabaceae), поширений у пд.-сх. і сх. Європі й у західній частині Азії.

## Опис
Багаторічна рослина 80–120 см завдовжки. Рослина зі специфічним запахом тільки в свіжому стані. Суцвіття щільні, голівчаті, кулясті або овальні. Квітки 7–10 мм довжиною, фіолетово-сині. Боби яйцеподібні або довгасто-овальні, у верхній частині густо вкриті шипами, в нижній — без шипів.

## Поширення
Поширений у пд.-сх. і сх. Європі, зх. Азії, Казахстані, Туркменістані.
В Україні вид зростає на солонцюватих луках, у чагарниках, заплавах річок і подах — на півдні Лісостепу, у Степу та Криму.

## Класифікація
Glycyrrhiza echinata  був одним із видів, описаних Карл Лінней у своїй роботі Species plantarum(«Види рослин») 1753 р. вказаний у Ботанічній номенклатурі.

## Галерея

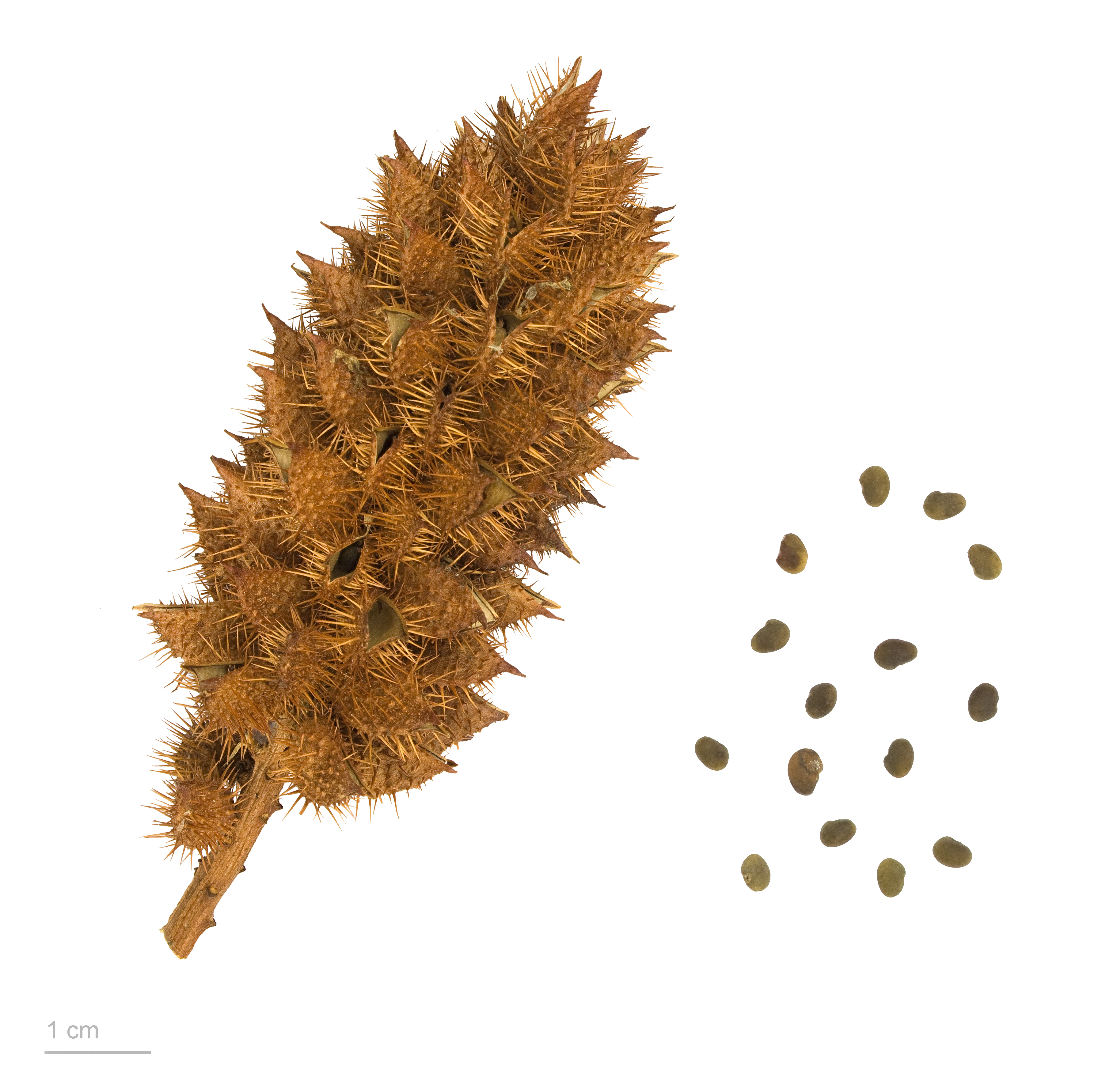
плоди та насіння
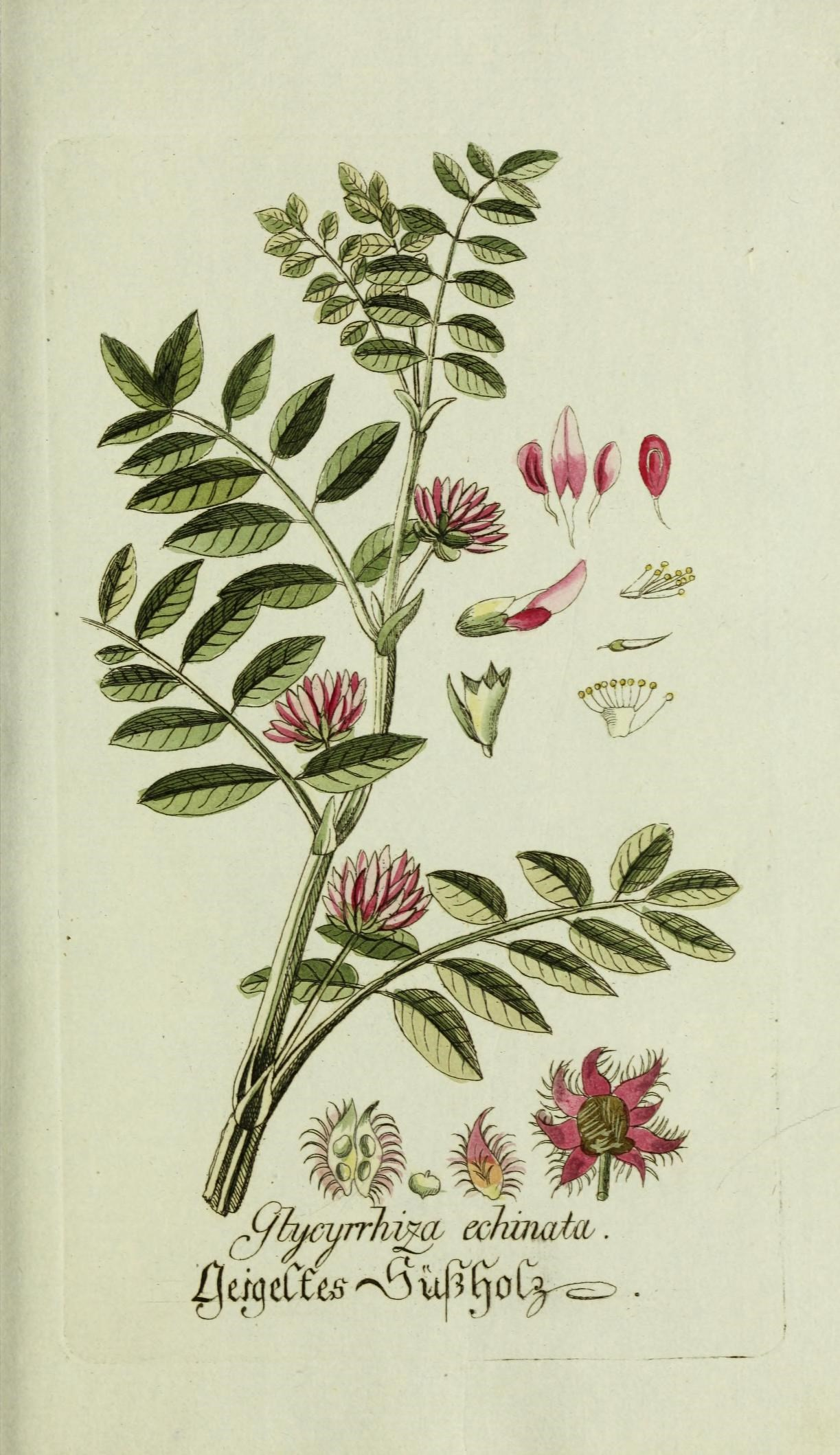
ілюстрація